# Longitarsus incicaus
Longitarsus incicaus is een keversoort uit de familie bladkevers (Chrysomelidae). De wetenschappelijke naam van de soort werd in 1981 gepubliceerd door Basu, Bhaumik & Sengupta.